# Sequera de Fresno
Sequera de Fresno ist ein Ort und eine nordspanische Gemeinde (municipio) mit 47 Einwohnern (Stand: 2024) in der Provinz Segovia in der Autonomen Gemeinschaft Kastilien-León.

## Lage und Klima
Die Gemeinde Sequera de Fresno liegt etwa 52 km (Fahrtstrecke) nordöstlich von Segovia in einer mittleren Höhe von ca. 1000 m. Das Klima ist im Winter rau, im Sommer dagegen gemäßigt bis warm; Regen fällt übers Jahr verteilt.

## Bevölkerungsentwicklung
| Jahr      | 1970 | 1981 | 1991 | 2001 | 2011 | 2021 |
| Einwohner | 142  | 81   | 77   | 56   | 52   | 29   |

## Sehenswürdigkeiten

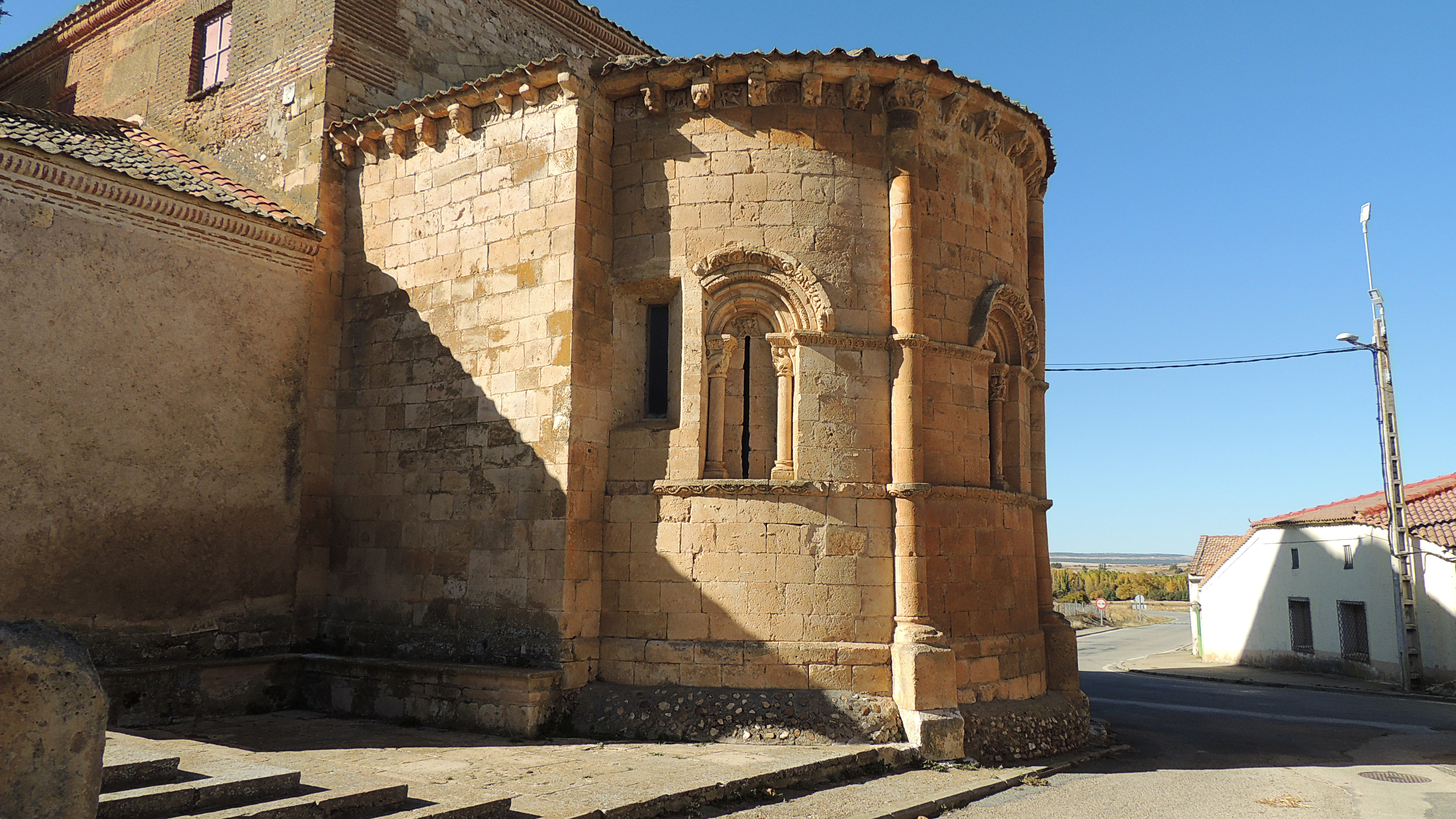
Kirche Mariä Himmelfahrt

- Kirche Mariä Himmelfahrt